# The Red and the Blue: Impressions of Two Political Conferences - Autumn 1982
The Red and the Blue: Impressions of Two Political Conferences - Autumn 1982 è un documentario di Ken Loach del 1982, trasmesso da Channel 4 il 10 ottobre 1983.

## Creazione
Analizza e mette a confronto il congresso del Partito Laburista e quello dei conservatori del 1982, ed è il documentario di Ken Loach, giudicato il più equilibrato della sua carriera.

## Trama
Analizza il congresso laburista e quello conservatore, con il tipico umorismo britannico.